# Tętnica przednia mózgu

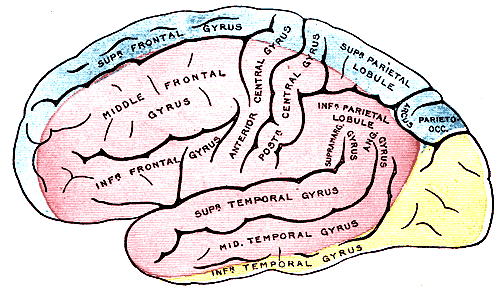
Powierzchnia zewnętrzna pókuli mózgowej z wyróżnieniem obszarów unaczynienia tętnic mózgowych (obszar unaczynienia tętnicy przedniej mózgu na niebiesko).

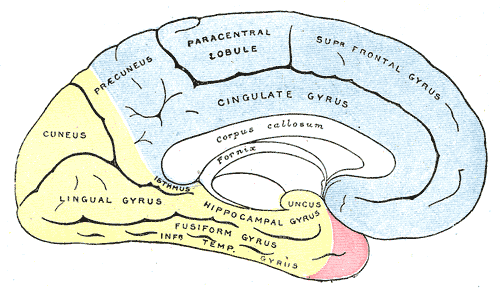
Powierzchnia przyśrodkowa pókuli mózgowej z wyróżnieniem obszarów unaczynienia tętnic mózgowych (obszar unaczynienia tętnicy przedniej mózgu na niebiesko).

Tętnica przednia mózgu (łac. arteria cerebri anterior) – w anatomii człowieka jedna z dwóch parzystych, końcowych gałęzi tętnicy szyjnej wewnętrznej. Biegnie nad nerwem wzrokowym, a następnie w szczelinie podłużnej mózgu równolegle do tętnicy przedniej mózgu strony przeciwnej. W dalszym przebiegu obie tętnice przednie mózgu: prawa i lewa przewijają się wokół ciała modzelowatego i biegną ku tyłowi wzdłuż jego górnej powierzchni. 
Od tętnicy przedniej mózgu odchodzą:
- tętnica łącząca przednia,
- gałęzie środkowe (prążkowiowe) do głowy jądra ogoniastego i przedniej odnogi torebki wewnętrznej,
- gałęzie korowe, do których należy m.in. tętnica czołowo-biegunowa[1].

Niedrożność tętnicy przedniej mózgu prowadzi do zawału mózgu w obszarze jej unaczynienia, co objawia się m.in. przeciwstronnym niedowładem połowiczym, głębszym w kończynie dolnej.